# ناحیه واضیه
ناحیه واضیه (به عربی: واضیة) یک ناحیه در الجزایر است که در استان تیزی وزو واقع شده‌است.